# Außenministerium der Vereinigten Staaten

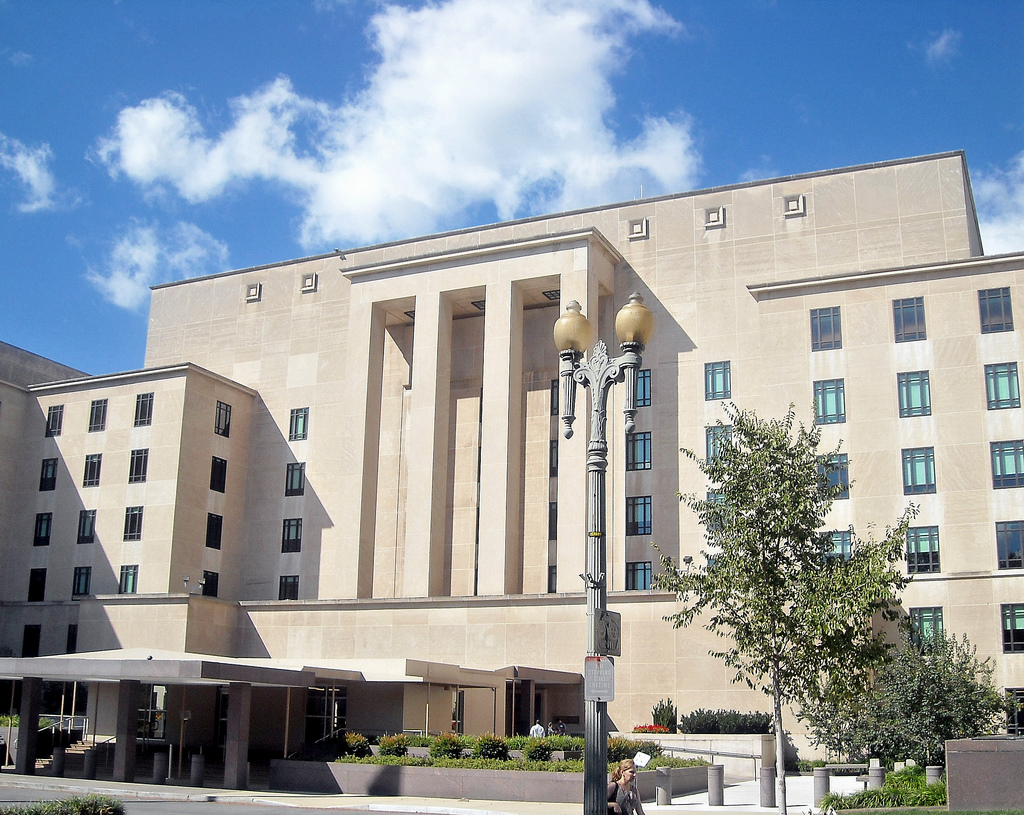
Das Harry S. Truman Building, der Hauptsitz des US-Außenministeriums

Das Außenministerium der Vereinigten Staaten (United States Department of State oder auch State Department) ist für die Außenpolitik der Vereinigten Staaten zuständig. Es existiert seit dem 27. Juli 1789 und hat seinen Sitz in Washington, D.C., 2201 C Street NW.

## Sitz und Lage
Der Hauptsitz des Außenministeriums befindet sich im Harry S. Truman Building in der 2201 C Street NW in Washington, D.C. Das Viertel wird Foggy Bottom (etwa „neblige Senke“ oder „neblige Niederung“) genannt – vorwiegend wegen des Smogs, den die früher dort angesiedelten Fabriken verursachten. Schon bald wurde die Bezeichnung auch im übertragenen Sinn als Spitzname für das Außenministerium verwendet und verstanden.
In Foggy Bottom sind auch weitere wichtige Institutionen wie etwa der Internationale Währungsfonds IWF, die George Washington University und das John F. Kennedy Center for the Performing Arts ansässig. Bekannt ist auch das Watergate Hotel.

## Organisation
Der auswärtige Dienst wird als United States Foreign Service bezeichnet.
Die Organisationsstruktur zum Ende der Regierungszeit von Präsident Barack Obama zeigt untenstehendes Organigramm.
Ab 2017 forcierte der neue Außenminister Rex Tillerson eine starke Personalreduzierung durch Entlassungen und einen faktischen Einstellungsstopp mit weitreichenden Folgen für die Arbeit des Ministeriums.
In der Folge verschob sich die Macht innerhalb der US-Regierung auf das Pentagon, die Außenpolitik wurde militarisiert. Das Büro des Special Representative for Afghanistan and Pakistan ist gleichermaßen unbesetzt wie die Botschafterposten in Afghanistan, Pakistan und Indien (Stand Juli 2017).
Im State Department gibt es seit dem Vietnamkrieg mit den dissent cables bzw. dem dissent Channel die Möglichkeit für Mitarbeiter ihren Widerspruch gegen die Politik der Führungsebene zu äußern, ohne disziplinarische Maßnahmen befürchten zu müssen.

Organigramm: Die administrative Gliederung des Außenministeriums im November 2016 (englisch)

## Außenminister der Vereinigten Staaten
Von 1782 bis etwa 1789/90 bestand ein vom Kontinentalkongress eingesetztes Außenministerium, das auch im Englischen den Namen Department of Foreign Affairs trug. Dieses wurde unter der Präsidentschaft George Washingtons 1789 um weitere innenpolitische Kompetenzen erweitert, deswegen in Department of State umbenannt und mit seiner Rückkehr aus Frankreich 1790 Thomas Jefferson übertragen. Bis dahin amtierte noch der vorige Secretary of Foreign Affairs, John Jay. Unter den US-Außenministern befinden sich auch sechs spätere US-Präsidenten: Thomas Jefferson, James Madison, James Monroe, John Quincy Adams, Martin Van Buren und James Buchanan.
Liste der US-Außenminister
| Nr.                          | Bild                         | Name                         | Amtszeit                                                                         | unter US-Präsident                      |
| Secretary of Foreign Affairs | Secretary of Foreign Affairs | Secretary of Foreign Affairs | Secretary of Foreign Affairs                                                     | Secretary of Foreign Affairs            |
| ---------------------------- | ---------------------------- | ---------------------------- | -------------------------------------------------------------------------------- | --------------------------------------- |
| 01                           | Robert R. Livingston         | Robert R. Livingston         | 20. Oktober 1781 – 4. Juni 1783                                                  | Kontinentalkongress                     |
| 02                           | John Jay                     | John Jay                     | 7. Mai 1784 – 4. März 1789 27. Juli 1789 – 15. September 1789 (geschäftsführend) | Kontinentalkongress George Washington 0 |
| Secretary of State           |                              |                              |                                                                                  |                                         |
| 0–                           | John Jay                     | John Jay                     | 15. September 1789 – 22. März 1790 (geschäftsführend)                            | George Washington 0                     |
| 01                           | Thomas Jefferson             | Thomas Jefferson             | 22. März 1790 – 31. Dezember 1793                                                | George Washington 0                     |
| 02                           | Edmund Randolph              | Edmund Randolph              | 2. Januar 1794 – 20. August 1795                                                 | George Washington 0                     |
| 03                           | Timothy Pickering            | Timothy Pickering            | 10. Dezember 1795 – 12. Mai 1800                                                 | George Washington, John Adams           |
| 04                           | John Marshall                | John Marshall                | 6. Juni 1800 – 4. Februar 1801                                                   | John Adams                              |
| 05                           | James Madison                | James Madison                | 2. Mai 1801 – 3. März 1809                                                       | Thomas Jefferson                        |
| 06                           | Robert Smith                 | Robert Smith                 | 6. März 1809 – 1. April 1811                                                     | James Madison                           |
| 07                           | James Monroe                 | James Monroe                 | 6. April 1811 – 30. September 1814 28. Februar 1815 – 3. März 1817               | James Madison                           |
| 08                           | John Quincy Adams            | John Quincy Adams            | 22. September 1817 – 3. März 1825                                                | James Monroe                            |
| 09                           | Henry Clay                   | Henry Clay                   | 7. März 1825 – 3. März 1829                                                      | John Quincy Adams                       |
| 10                           | Martin Van Buren             | Martin Van Buren             | 28. März 1829 – 23. März 1831                                                    | Andrew Jackson                          |
| 11                           | Edward Livingston            | Edward Livingston            | 24. März 1831 – 29. Mai, 1833                                                    | Andrew Jackson                          |
| 12                           | Louis McLane                 | Louis McLane                 | 29. Mai 1833 – 30. Juni 1834                                                     | Andrew Jackson                          |
| 13                           | John Forsyth                 | John Forsyth                 | 1. Juli 1834 – 3. März 1841                                                      | Andrew Jackson, Martin Van Buren        |
| 14                           | Daniel Webster               | Daniel Webster               | 6. März 1841 – 8. Mai 1843                                                       | William Henry Harrison, John Tyler      |
| 15                           | Abel P. Upshur               | Abel P. Upshur               | 24. Juli 1843 – 28. Februar 1844                                                 | John Tyler                              |
| 16                           | John C. Calhoun              | John C. Calhoun              | 1. April 1844 – 10. März 1845                                                    | John Tyler, James K. Polk               |
| 17                           | James Buchanan               | James Buchanan               | 10. März 1845 – 7. März 1849                                                     | James K. Polk, Zachary Taylor           |
| 18                           | John Clayton                 | John Clayton                 | 8. März 1849 – 22. Juli 1850                                                     | Zachary Taylor, Millard Fillmore        |
| 19                           | Daniel Webster               | Daniel Webster               | 23. Juli 1850 – 24. Oktober 1852                                                 | Millard Fillmore                        |
| 20                           | Edward Everett               | Edward Everett               | 6. November 1852 – 3. März 1853                                                  | Millard Fillmore                        |
| 21                           | William L. Marcy             | William L. Marcy             | 8. März 1853 – 6. März 1857                                                      | Franklin Pierce, James Buchanan         |
| 22                           | Lewis Cass                   | Lewis Cass                   | 6. März 1857 – 14. Dezember 1860                                                 | James Buchanan                          |
| 23                           | Jeremiah S. Black            | Jeremiah S. Black            | 17. Dezember 1860 – 5. März 1861                                                 | James Buchanan, Abraham Lincoln         |
| 24                           | William H. Seward            | William H. Seward            | 6. März 1861 – 4. März 1869                                                      | Abraham Lincoln, Andrew Johnson         |
| 25                           | Elihu Benjamin Washburne     | Elihu Benjamin Washburne     | 5. März 1869 – 16. März 1869                                                     | Ulysses S. Grant                        |
| 26                           | Hamilton Fish                | Hamilton Fish                | 17. März 1869 – 12. März 1877                                                    | Ulysses S. Grant, Rutherford B. Hayes   |
| 27                           | William M. Evarts            | William M. Evarts            | 12. März 1877 – 7. März 1881                                                     | Rutherford B. Hayes, James A. Garfield  |
| 28                           | James G. Blaine              | James G. Blaine              | 7. März 1881 – 19. Dezember 1881                                                 | James Garfield, Chester A. Arthur       |
| 29                           | Frederick T. Frelinghuysen   | Frederick T. Frelinghuysen   | 19. Dezember 1881 – 6. März 1885                                                 | Chester A. Arthur, Grover Cleveland     |
| 30                           | Thomas F. Bayard             | Thomas F. Bayard             | 7. März 1885 – 6. März 1889                                                      | Grover Cleveland, Benjamin Harrison     |
| 31                           | James G. Blaine              | James G. Blaine              | 7. März 1889 – 4. Juni 1892                                                      | Benjamin Harrison                       |
| 32                           | John W. Foster               | John W. Foster               | 2. Juni 1892 – 23. Februar 1893                                                  | Benjamin Harrison                       |
| 33                           | Walter Q. Gresham            | Walter Q. Gresham            | 7. März 1893 – 28. Mai 1895                                                      | Grover Cleveland                        |
| 34                           | Richard Olney                | Richard Olney                | 10. Juni 1895 – 5. März 1897                                                     | Grover Cleveland, William McKinley      |
| 35                           | John Sherman                 | John Sherman                 | 6. März 1897 – 27. April 1898                                                    | William McKinley                        |
| 36                           | William R. Day               | William R. Day               | 28. April 1898 – 16. September 1898                                              | William McKinley                        |
| 37                           | John Hay                     | John Hay                     | 30. September 1898 – 1. Juli 1905                                                | William McKinley, Theodore Roosevelt    |
| 38                           | Elihu Root                   | Elihu Root                   | 19. Juli 1905 – 27. Januar 1909                                                  | Theodore Roosevelt                      |
| 39                           | Robert Bacon                 | Robert Bacon                 | 27. Januar 1909 – 5. März 1909                                                   | Theodore Roosevelt, William H. Taft     |
| 40                           | Philander C. Knox            | Philander C. Knox            | 6. März 1909 – 5. März 1913                                                      | William H. Taft, Woodrow Wilson         |
| 41                           | William Jennings Bryan       | William Jennings Bryan       | 5. März 1913 – 9. Juni 1915                                                      | Woodrow Wilson                          |
| 42                           | Robert Lansing               | Robert Lansing               | 24. Juni 1915 – 13. Februar 1920                                                 | Woodrow Wilson                          |
| 43                           | Bainbridge Colby             | Bainbridge Colby             | 23. März 1920 – 4. März 1921                                                     | Woodrow Wilson                          |
| 44                           | Charles Evans Hughes         | Charles Evans Hughes         | 5. März 1921 – 4. März 1925                                                      | Warren G. Harding, Calvin Coolidge      |
| 45                           | Frank B. Kellogg             | Frank B. Kellogg             | 5. März 1925 – 28. März 1929                                                     | Calvin Coolidge, Herbert Hoover         |
| 46                           | Henry L. Stimson             | Henry L. Stimson             | 28. März 1929 – 4. März 1933                                                     | Herbert Hoover                          |
| 47                           | Cordell Hull                 | Cordell Hull                 | 4. März 1933 – 30. November 1944                                                 | Franklin D. Roosevelt                   |
| 48                           | Edward Stettinius Jr.        | Edward Stettinius Jr.        | 1. Dezember 1944 – 27. Juni 1945                                                 | Franklin D. Roosevelt, Harry S. Truman  |
| 49                           | James F. Byrnes              | James F. Byrnes              | 3. Juli 1945 – 21. Januar 1947                                                   | Harry S. Truman                         |
| 50                           | George C. Marshall           | George C. Marshall           | 21. Januar 1947 – 20. Januar 1949                                                | Harry S. Truman                         |
| 51                           | Dean Gooderham Acheson       | Dean Acheson                 | 21. Januar 1949 – 20. Januar 1953                                                | Harry S. Truman                         |
| 52                           | John Foster Dulles           | John Foster Dulles           | 21. Januar 1953 – 22. April 1959                                                 | Dwight D. Eisenhower                    |
| 53                           | Christian Herter             | Christian Herter             | 22. April 1959 – 20. Januar 1961                                                 | Dwight D. Eisenhower                    |
| 54                           | Dean Rusk                    | Dean Rusk                    | 21. Januar 1961 – 20. Januar 1969                                                | John F. Kennedy, Lyndon B. Johnson      |
| 55                           | William P. Rogers            | William P. Rogers            | 22. Januar 1969 – 3. September 1973                                              | Richard Nixon                           |
| 56                           | Henry Kissinger              | Henry Kissinger              | 22. September 1973 – 20. Januar 1977                                             | Richard Nixon, Gerald Ford              |
| 57                           | Cyrus Vance                  | Cyrus Vance                  | 23. Januar 1977 – 28. April 1980                                                 | Jimmy Carter                            |
| 58                           | Edmund Muskie                | Edmund Muskie                | 8. Mai 1980 – 18. Januar 1981                                                    | Jimmy Carter                            |
| 59                           | Alexander Haig               | Alexander Haig               | 22. Januar 1981 – 5. Juli 1982                                                   | Ronald Reagan                           |
| 60                           | George P. Shultz             | George Shultz                | 16. Juli 1982 – 20. Januar 1989                                                  | Ronald Reagan                           |
| 61                           | James Baker                  | James Baker                  | 25. Januar 1989 – 23. August 1992                                                | George H. W. Bush                       |
| 62                           | Lawrence Eagleburger         | Lawrence Eagleburger         | 8. Dezember 1992 – 19. Januar 1993                                               | George H. W. Bush                       |
| 63                           | Warren Christopher           | Warren Christopher           | 20. Januar 1993 – 17. Januar 1997                                                | Bill Clinton                            |
| 64                           | Madeleine Albright           | Madeleine Albright           | 23. Januar 1997 – 19. Januar 2001                                                | Bill Clinton                            |
| 65                           | Colin Powell                 | Colin Powell                 | 20. Januar 2001 – 25. Januar 2005                                                | George W. Bush                          |
| 66                           | Condoleezza Rice             | Condoleezza Rice             | 26. Januar 2005 – 20. Januar 2009                                                | George W. Bush                          |
| 67                           | Hillary Clinton              | Hillary Clinton              | 21. Januar 2009 – 1. Februar 2013                                                | Barack Obama                            |
| 68                           | John Kerry                   | John Kerry                   | 1. Februar 2013 – 20. Januar 2017                                                | Barack Obama                            |
| 69                           | Rex Tillerson                | Rex Tillerson                | 1. Februar 2017 – 13. März 2018                                                  | Donald Trump                            |
| 70                           | Mike Pompeo                  | Mike Pompeo                  | 26. April 2018 – 20. Januar 2021                                                 | Donald Trump                            |
| 71                           | Antony Blinken               | Antony Blinken               | 26. Januar 2021 – 20. Januar 2025                                                | Joe Biden                               |
| 72                           | Marco Rubio                  | Marco Rubio                  | seit 21. Januar 2025                                                             | Donald Trump                            |

## Besonderheiten
Das Office of Information and Educational Exchange des Außenministeriums der Vereinigten Staaten war 1948 für die Produktion des Films Journey Into Medicine für einen Oscar in der Kategorie Bester Dokumentarfilm nominiert.

### Allgemeines
- U.S. Department of State (englisch)
- William Z. Slany: A History of the United States Department of State 1789–1996.
- USA / Vereinigte Staaten: Außenpolitik (Auswärtiges Amt, Deutschland – offizielle Einschätzung der Bundesregierung)
- Dossier zu den Vereinigten Staaten (aussenpolitik.net, DGAP, 16. Juni 2009)
- Monika Schneider/Patrick Hahne: US-Außenpolitik im 20. Jahrhundert (Historisches Institut der RWTH Aachen, 15. Oktober 2006 – guter Überblick zur Einführung; mit Glossar und Chronik)
- Außenpolitik der USA (Aus Politik und Zeitgeschichte, APuZ 14/2006, BPB, 3. April 2006 – PDF-Download, 3,71 MB)
- Scott Bittle and Jonathan Rochkind with Amber Ott, Public Agenda Confidence in U.S. Foreign Policy Index, Vol. 4: Anxious Public Pulling Back From Use of Force (2007 – PDF-Download möglich; vgl. Public to Bush: Enough Already (Foreign Affairs, Mai/Juni 2007))
- Public Agenda Confidence in U.S. Foreign Policy Index. (In: Foreign Affairs. 30. März 2006 – PDF-Download der Studie möglich, 421 kB)

### Vertretungen der USA im deutschsprachigen Raum
- US-Botschaft in Deutschland
- US-Botschaft in Belgien
- US-Botschaft in Österreich
- US-Botschaft in der Schweiz (sie vertritt auch die US-Interessen in Liechtenstein)